# Metamorphose Me
Metamorphose me è il primo album della cantante italiana Naike Rivelli, in arte Nayked. È stato pubblicato nel 2011.

## Tracce
1. I Like Men (Metamorphosis/01) - 2:57
2. Unspoken (Pensiero stupendo) - 3:43
3. N-zoid - 3:34
4. Lost - 3:52
5. I Don't Remember - 3:50
6. Let The Kids - 4:09
7. Man In Tux (Vecchio frack) - 4:12
8. Believe It - 3:31
9. Motor Bike Fashion - 3:18
10. I Like Men (Casale radio mix) - 3:32

## Singoli estratti
- I Like Men
- N-Zoid